# Yelena Kruglova
Yelena Kruglova (n. 22 martie 1962, Ivanovo, RSFS Rusă, URSS) este o înotătoare ce a reprezentat Uniunea Republicilor Sovietice Socialiste, medaliată olimpică. A participat la o ediție a Jocurilor Olimpice (1980) în care a câștigat o medalie de bronz.

## Participări
Lista de mai jos prezintă principalele competiții la care a participat Yelena Kruglova de-a lungul carierei.
- swimming at the 1980 Summer Olympics – women's 4 × 100 metre medley relay[*]